# ビー・エスコート
ビー・エスコートは、株式会社セピアプロミクスが運営する脱毛サロン。
2000年12月に愛知県名古屋市熱田区金山町に1号店である金山店をオープンした。2016年5月現在、直営店45店舗・FC店舗２７店舗を展開する。

## 株式会社セピアプロミクス
株式会社セピアプロミクスは、愛知県名古屋市中村区に本社を置く日本の企業。脱毛サロンのビー・エスコートの運営や、美容商品の通信販売を行うビー・エスマートの運営や脱毛に関する総合メディアBe脱毛マガジンの運営、フェイシャル&ボディ専門のエステサロンであるビーエスコートフェイス(Be・EscortFace)の運営を行う。